# All'insegna del Cervo Bianco
All'insegna del Cervo Bianco è un'antologia di racconti fantascientifici di Arthur C. Clarke. Il "Cervo Bianco" del titolo è un pub inglese dove scienziati si ritrovano dopo il lavoro per raccontarsi le loro storie.
In Italia è stato pubblicato per la prima volta il 17 gennaio 1965 nella collana fantascientifica Urania nel n. 367 e quindi ristampato nella stessa collana il 19 aprile 1981 nel n. 884.

## Titoli
- Silenzio, prego (Silence Please)
- Caccia grossa (Big Game Hunt)
- Corsa agli armamenti (Armaments Race)
- Massa critica (Critical Mass)
- Il pacifista (The Pacifist)
- I prossimi inquilini (The Next Tenants)
- Spirito esplosivo (Moving Spirit)
- L'uomo che arava il mare (The Man Who Ploughed the Sea)
- L'orchidea recalcitrante (The Reluctant Orchid)
- Guerra fredda (Cold War)
- Cose che succedono (What Goes Up)
- La defenestrazione di Ermintrude (The Defenestration of Ermintrude Inch)

## Edizioni
- (EN) Arthur C. Clarke, Tales from the White Hart, 1957.
- Arthur C. Clarke, All'insegna del Cervo Bianco, collana Urania, traduzione di Ginetta Pignolo, n. 367, Arnoldo Mondadori Editore, 1965,  p. 150.